# Dennis Mathiasen
Dennis Mathiasen (født 12. juli 1981) er en dansk tidligere håndboldspiller, der senest spillede for Ribe-Esbjerg HH i 1. division. Han var i foråret 2010 udlejet til klubben, og i maj 2010 underskrev han en 3 årig aftale med klubben. I 2011-12 sæsonen rykkede han op med klubben. Før det spillede han 10 sæsoner i Skjern Håndbold. Han indstillede karrieren i 2013. Med Skjern vandt han EHF Challenge Cup i 2002 og 2003, de to eneste internationale titler, klubben har vundet.
Hans bror, Ronnie Mathiasen, er også tidligere håndboldspiller.